# Gétak Tulkou
-
Gétak Tulkou (tibétain : དགེ་རྟག་སྤྲུལ་སྐུ་, Wylie : dge rtag sprul sku, THL : gétak tulku ; chinois : 格达活佛 ; pinyin : gédá huófó) est un titre donné aux tulkou (bouddha vivant, titre de maître dans le bouddhisme tibétain) du monastère de Béri, dans l'actuelle province du Sichuan, en République populaire de Chine.
Son 5e représentant est Gétak lozang tendzin drakpa tayé.